# حصة هاجنباخ-بيشوف
حصة هاجنباخ-بيشوف (بالإنجليزية: Hagenbach-Bischoff quota)‏، هي صيغة رياضية تُستخدم لحساب ما يسمى بالمعامل الانتخابي أو الحاصل الانتخابي في بعض أنظمة التصويت القائمة على التمثيل النسبي (PR). كما تستخدم في بعض الانتخابات التي يتم إجراؤها وفقًا لطريقة المتبقي الأكبر في أنظمة التمثيل النسبي للقوائم الحزبية. إلى جانب ذلك، تستخدم أيضا في إحدى صيغ طريقة د’هوندت وتُسمى هناك بطريقة أو بنظام هاجنباخ-بيشوف طريقة هوندت. يُسميها البعض أيضاً بحصة نيولاند-بريتون أو حصة دروب المضبوطة، كصيغة بديلة لحصة دروب الشائع استخدامها تحت مسمى حصة دروب المقربة أو المدورة. وقد أُسميت حصة هاجنباخ-بيشوف بهذا الاسم نسبة لأستاذ الفيزياء والرياضيات البروفيسور إدوارد هاجنباخ-بيشوف (1833-1910).
ومفهوم الحصة في السياق الانتخابي، سواء كانت حصة هاجنباخ-بيشوف أو حصة هير أو حصة دروب أو غيرهما، يعبر بشكل أو بآخر عن متوسط عدد الأصوات مقابل كل مقعد، وهذا المتوسط هو ما يعرف في الأوساط الانتخابية بالمعامل الانتخابي أو القاسم الانتخابي أو الحاصل الانتخابي، حيث تختلف تسميته من بلد عربي لآخر.
في بعض الأحيان يُطلق على حصة هاجنباخ-بيشوف تسمية حصة دروب والعكس، (وبالأخص عند استخدامها مع طريقة المتبقي الأكبر)، وذلك كون الحصتين متشابهتان جداً. ومع ذلك، ففي ظل حصة هاجينباخ-بيشوف أو أي حصة أصغر منها (مثل حصة إمبيريال الإنجليزية، يكون من الممكن نظريًا أن يصل كثير من المرشحين إلى الحصة يفوق عددهم عدد المقاعد المتاحة للتوزيع، بينما في ظل حصة دروب الأكبر قليلاً، يكون هذا مستحيلًا رياضيًا. بعض الباحثين في النظم الانتخابية يبررون وجوب استخدام حصة هاجنباخ-بيشوف في الانتخابات بنظام الصوت الواحد المتحول، بدلاً من حصة دروب، لأنه في حالات معينة، قد تسفر حصة دروب عن نتيجة غير عادلة ديمقراطياً. ولكن من الناحية العملية، فإن الحصتين متشابهتان لدرجة أنه من غير المحتمل أن تسفران عن نتائج مختلفة في أي شيء بخلاف انتخابات صغيرة جدًا أو إنتخابات نتائجها متقاربة جدًا.

## صيغة حصة هاجنباخ-بيشوف
تُستخدم حصة هاجنباخ-بيشوف بالصيغة الرياضية التالية:
حصة هاجنباخ-بيشوف = إجمالي الأصوات ÷ (إجمالي المقاعد +1)
{\displaystyle DQ=\left\lfloor {\frac {v}{s+1}}\right\rfloor }
حيث أن
- v = إجمالي عدد الأصوات الصحيحة
- وs = إجمالي عدد المقاعد المطلوب ملؤها في الانتخابات

تختلف صيغة دروب عن حصة هاجنباخ-بيشوف اختلافًا طفيفًا من حيث أن حصة دروب تساوي العدد الصحيح، الناتج من قسمة إجمالي الأصوات على (عدد المقاعد + 1)، مضافاً إلى ه 1. أي أن حصة دروب تُحسب رياضاً بالصيغة التالية:
حصة دروب = العدد الصحيح الناتج من قسمة [مجموع عدد الأصوات الصحيحة ÷ (مجموع عدد المقاعد + 1)] + 1.
{\displaystyle DQ=\left\lfloor {\frac {v}{s+1}}\right\rfloor +1,}
حيث أن v = إجمالي عدد الأصوات الصحيحة
و s = إجمالي عدد المقاعد المطلوب ملؤها في الانتخابات

## استخدام حصة هاجنباخ-بيشوف في نظام الصوت الواحد المتحول
ستعمل حصة هاجينباخ-بيشوف في عملية انتخابابية بنظام الصوت الواحد المتحول. ومن أجل ذلك سنفترض أن عدد المقاعد المطلوب ملؤها 2 وعدد المرشحين 3، هم: سلمى، محمد وعبد الله وأن مجموع عدد الأصوات الصحيحة 100 صوت وكانت نتيجة التصويت كما يلي:
| 45 ناخبا انتخبوا 1. سلمى (تفضيل أول) 2. محمد (تفضيل ثاني) | 25 ناخبا انتخبوا 1. محمد (تفضيل أول فقط) | 30 ناخبا انتخبوا 1. عبد الله (تفضيل أول فقط) |

من الجدول نلاحظ أنه تم بداية تجميع أصوات التفضيل الأول الممنوحة لكل مرشح على حده، وتسجيلها في الجدول مع اسم المرشح صاحب أصوات التفضيل الأول، يليه (إن وُجد) اسم المرشح صاحب أصوات التفضيل الثاني والذي تم التأشير عليه معه في أوراق الاقتراع كتفضيل ثاني.. إلخ.
وبناء على المعطيات أعلاه تكون حصة هاجنباخ-بيشوف كما يلي:
{\displaystyle {\frac {100}{2+1}}=33+{\frac {1}{3}}}
وتكون الأصوات التي حصل عليها كل مرشح في التفضيل الأول كما يلي:
- سلمى: 45 (ومعها محمد تفضيل ثاني)
- محمد: 25 (ليس معه أي مرشح تفضيل ثاني)
- عبد الله: 30 (ليس معه أي مرشح تفضيل ثاني)

وبما أن سلمى قد حصلت على عدد أصوات تفضيل أول يساوي 45 صوتاً، فهي بذلك تفوق الحصة المحددة ب ⅓33 صوت لكل مقعد، وستكون الفائزة مباشرة بالمقعد الأول، وسيتبقى من أصواتها من التفضيل الأول ⅔11 صوتا فائضاً عن الحصة. هذه الأصوات الفائضة سيتم تحويلها للمرشح محمد بحكم أنه حصل مع سلمى على نفس عدد الأصوات (وهي 45 صوتاً) ولكن كمرشح تفضيل ثاني. وعليه ستكون النتيجة كما يلي:
- محمد ⅔11 + 25 = ⅔36 صوتاً
- عبد الله 30 صوتاً

وبما أن محمد تجاوز الحصة فسيكون المقعد الثاني من نصيبة، ويكون الفائزان هما سلمى ومحمد.

### مميزات حصة هاجنباخ-بيشوف على حصة دروب
بعض الخبراء في النظم الانتخابية، ومنهم كريستينه سيرا دانيسا، لاحظت أنه في الانتخابات بنظام الصوت الواحد المتحول التي تُجرى باستخدام حصة دروب، من الممكن أن تسفر - وإن بصورة نادرة - عن أن مجموعة من المرشحين الحاصلين على أصوات أغلبية الناخبين قد تحصل على أقلية من المقاعد لا تتناسب مع نسبتها من الأصوات، وأن حدوث مثل هذه النتيجة قد يكون أكثر احتمالاً عند استخدام حصة هير الأقدم من حصة دروب. وهذا الاحتمال لا يمكن استبعاده تمامًا إلا باستخدام حصة هاجينباخ-بيشوف، وأفضل مثال يوضح هذه الإشكالية السيناريو التالي.

#### سيناريو افتراضي
لنفترض أن هناك انتخابات لملئ 7 مقاعد بنظام الصوت الواحد المتحول، وعدد المرشحين 8. سلمى، محمد، عبد الله ومدين ويمثلون الحزب السلام وشهاب، وسيان، وأسيل وعلي يمثلون حزب الوطن وعدد أصوات الناخبين 104 صوت توزعت على المرشحين كما يلي:
| حزب السلام                                           | حزب السلام                                           | حزب السلام                                           | حزب السلام                                                       | حزب الوطن                                                   | حزب الوطن                                                   | حزب الوطن                                                   | حزب الوطن                                                   |
| ---------------------------------------------------- | ---------------------------------------------------- | ---------------------------------------------------- | ---------------------------------------------------------------- | ----------------------------------------------------------- | ----------------------------------------------------------- | ----------------------------------------------------------- | ----------------------------------------------------------- |
| 14 ناخبا انتخبوا 1. سلمى 2. محمد 3. عبد الله 4. مدين | 14 ناخبا انتخبوا 1. محمد 2. سلمى 3. عبد الله 4. مدين | 14 ناخبا انتخبوا 1. عبد الله 2. سلمى 3. محمد 4. مدين | 11 ناخبا انتخبوا 1. مدين (تفضيل أول) 2. سلمى 3. محمد 4. عبد الله | 13 ناخبا انتخبوا 1. شهاب (تفضيل أول) 2. أسيل 3. سيان 4. علي | 13 ناخبا انتخبوا 1. أسيل (تفضيل أول) 2. شهاب 3. سيان 4. علي | 13 ناخبا انتخبوا 1. سيان (تفضيل أول) 2. شهاب 3. أسيل 4. علي | 12 ناخبا انتخبوا 1. علي (تفضيل أول) 2. شهاب 3. أسيل 4. سيان |

من الجدول نلاحظ أنه تم بداية تجميع أصوات التفضيل الأول الممنوحة لكل مرشح على حده، وتسجيلها في الجدول مع اسم المرشح صاحب أصوات التفضيل الأول، يليه اسم المرشح صاحب أصوات التفضيل الثاني والذي تم التأشير عليه معه في أوراق الاقتراع كتفضيل ثاني، ثم اسم المرشح صاحب أصوات التفضيل الثالت.. إلخ.
مع أن عدد المقاعد المطلوب ملؤها 7 مقاعد وبالتالي قد يصل عدد التفضيلات إلى 7 تفضيلات، فقد اكتفينا في الجدول بعرض نتائج التفضيلات الأربعة الأولى فقط لمرشحي كل حزب، كون التفضيلات الأخيرة (5. و6. و7.) للناخبين لن تؤثر على نتيجة الانتخابات. نلاحظ من الجدول أعلاه ان جميع ناخبي حزب السلام قد قاموا بترتيب جميع مرشحي الحزب الأربعة أعلى من جميع مرشحي حزب الوطن (53 صوت لمرشحي السلام مقابل 51 لمرشحي الوطن والمجموع 104 صوت).
في الأسفل تظهر أولاً نتيجة توزيع المقاعد باستخدام حصة دروب ثم نتيجة حصة هاجنباخ-بيشوف. نلاحظ أنه على الرغم من حصول مرشحي حزب السلام على أصوات أكثر من نصف عدد الناخبين إلا أن النتيجة باستخدام حصة دروب، تعطي الحزب مقاعد أقل لا تتناسب مع مجموع الأصوات التي حصل عليها مرشحي الحزب، بينما نتيجة حصة هاجنباخ-بيشوف، تعطي حزب السلام أغلبية المقاعد.

#### توزيع المقاعد باستخدام حصة دروب
- بناءً على المعطيات أعلاه، نحسب حصة دروب كما يلي: حصة دروب = إجمالي عدد الأصوات ÷ (عدد المقاعد + 1) = 13 صوت مقابل كل مقعد. وبما أن ناتج القسمة عدد صحيح فيضاف له 1، وذلك بناء على قاعدة احتساب حصة دروب. وعليه تكون حصة دروب = 13 +1 = 14 صوت مقابل كل مقعد
- يلاحظ أن سلمى ومحمد وعبد الله وكلهم من حزب السلام، قد وصل كل واحد منهم في التفضيل الأول إلى حصة دروب (وهي 14 صوت) وبالتالي يفوز كل واحد منهم بمقعد ومن دون متبقي أصوات. في المرحلة التالية سيتبقى لدينا:
  - مدين (من حزب السلام): 11 صوت
  - شهاب (من حزب الوطن): 13 صوت
  - أسيل (من حزب الوطن): 13 صوت
  - سيان (من حزب الوطن): 13 صوت
  - علي (من حزب الوطن): 12 صوت
- يلاحظ أن أي من المرشحين المتبقين لم يصل إلى حصة دروب. في هذه الحالة، ووفقا لقاعدة نظام الصوت الواحد المتحول، سنقوم باستبعاد أقل المرشحين أصواتاً وهو مدين من حزب السلام وتحويل أصواته للمرشحين المتبقين، ولكننا لم نعد بحاجة هنا لتحويل أصوات مدين على أي من المرشحين المتبقين، كون عدد المقاعد المتبقية للتوزيع 3 مقاعد فقط وعدد المرشحين المتبقين 3، وبذلك يفوز كل واحد منهم بمقعد. النتيجة النهائية لتوزيع المقاعد وفقاً لحصة دروب: 3 مقاعد لحزب السلام وأربعة مقاعد لحزب الوطن مع أن مجموعة مرشحي حزب الوطن حصلت على إجمالي أصوات أقل من مجموعة مرشحي حزب السلام.

#### توزيع المقاعد باستخدام حصة هاجنباخ-بيشوف
- بناءً على المعطيات أعلاه، تكون حصة هاجنباخ-بيشوف 13 صوت مقابل كل مقعد.
- يلاحظ أن سلمى ومحمد وعبد الله من حزب السلام وشهاب وأسيل وسيان من حزب الوطن، كلهم وصلوا بأصواتهم في التفضيل الأول إلى حصة هاجنباخ-بيشوف (13 صوت) وبالتالي يفوز كل واحد منهم بمقعد، وهنا نكون قد وزعنا 6 مقاعد من الـ7 المتاحة للتوزيع) ويتبقي صوت واحد فائض من أصوات سلمى وصوت واحد من أصوات محمد وصوت واحد من أصوات عبد الله وهم الثلاثة من حزب السلام. هذه الأصوات الثلاثة المتبقية سيتم تحويلها لمدين وإضافتها على أصواته الحاصل عليها في التفضيل الأول. وعليه يتبقى لدينا في المرحلة التالية:
  - مدين (من حزب السلام): 11 + 3 = 14 صوت
  - علي (من حزب الوطن): 12 صوت

وبذلك تكون نتيجة حصة هاجنباخ-بيشوف فوز جميع مرشحي حزب السلام الأربعة وثلاثة من حزب الوطن. وبذلك تعكس حصة هاجينباخ-بيشوف نتيجة أعدل ديمقراطياً من نتيجة حصة دروب.

### عيوب حصة هاجنباخ-بيشوف
في بعض أنظمة التصويت كنظام الصوت الواحد المتحول عندما تكون فيها حصة دروب وحصة هير أكبر من حصة هاجنباخ-بيشوف، فوفقا للقاعدة النمطية للتوزيع يفوز أي مرشح مباشرة بمقعد في حال وصل المرشح إلى أو تجاوز الحصة. ولكن عندما نستخدم هذه القاعدة مع حصة هاجنباخ-بيشوف، فمن المحتمل أن تفضي إلى توزيع مقاعد أكثر من عدد المقاعد المتاحة للتوزيع، كما يتضح من المثال التالي، والذي نفترض فيه انتخاب عضوين لشغل 2 مقاعد وإجمالي عدد الأصوات 300 صوت:
| 50 ناخبا انتخبوا 1. سلمى (تفضيل أول) 2. عبد الله (تفضيل ثاني) | 150 ناخبا انتخبوا 1. سلمى (تفضيل أول) 2. محمد (تفضيل ثاني) | 75 ناخبا انتخبوا 1. عبد الله (تفضيل أول) 2. محمد (تفضيل ثاني) | 25 ناخبا انتخبوا 1. محمد (تفضيل أول) 2. عبد الله (تفضيل ثاني) |

من الجدول أعلاه يتضح أن إجمالي عدد الأصوات المدلاة 300 صوت تم منحها للمرشحين كما في الجدول، حيث يشير الرقم 1 للتفضيل الأول والرقم 2 للتفضيل الثاني. حصة هاجنباخ-بيشوف ستكون 300 ÷ (2+1) = 100 صوت. في جولة العد الأولى نلاحظ أن سلمى حصلت على 200 صوت تفضيل أول وبذلك تفوز مباشرة بأحد المقاعد. وبما أن الحصة تبلغ 100 صوت لكل مقعد فسيتبقي من أصوات سلمى (التفضيل الأول) 100 صوت سيتم نقلها لعبد الله ومحمد وإضافتها إلى أصواتهما (في التفضيل الأول) بالتناسب بحسب ما حصل كل واحد منهم من أصوات تفضيل ثاني مع سلمى، أي أن عبد الله سيحصل على ربع الأصوات ومحمد على ثلاثة أرباع. وعليه يحصل محمد على 75 صوت وعبد الله على 25 صوت. وهنا نلاحظ أن كلا من المرشحين عبد الله ومحمد وصل إلى الحصة (وهي 100 صوت) بمعنى أن كل واحد منهما يفترض أن يفوز بمقعد، بينما المتبقي للتوزيع مقعد واحد فقط.
ولحل هذه الإشكالية إقترح إروين مان Erwin Mann عام 1973 تعديل القاعدة بحيث تنص على ألا يفوز أي مرشح إلا من تتجاوز أصواته الحصة (ليس بالضرورة أن يكون التجاوز بكسر كبير يصل إلى حصة دروب).
وكحل بديل، إقترح بي. إل. ميك B. L. Meek التعامل مع النتيجة كحالة تعادل بين المرشحين واستبعاد أحد المرشحين المتعادلين عشوائياً. كما يوجد حل آخر وهو إجراء القرعة بين المرشحين المتعادلين.